# Nugget de pollastre

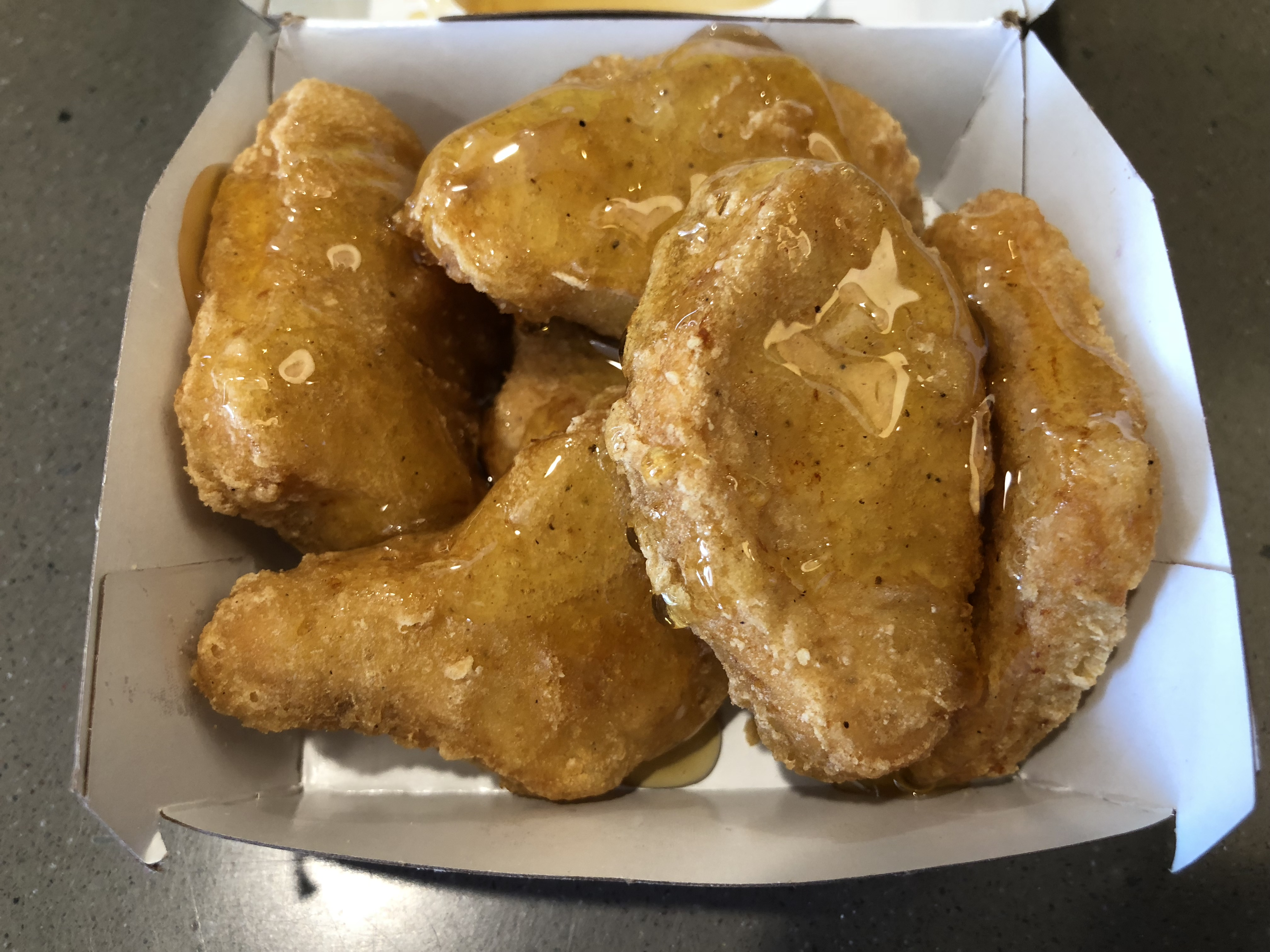
Nuggets de pollastre coberts de mel en un restaurant

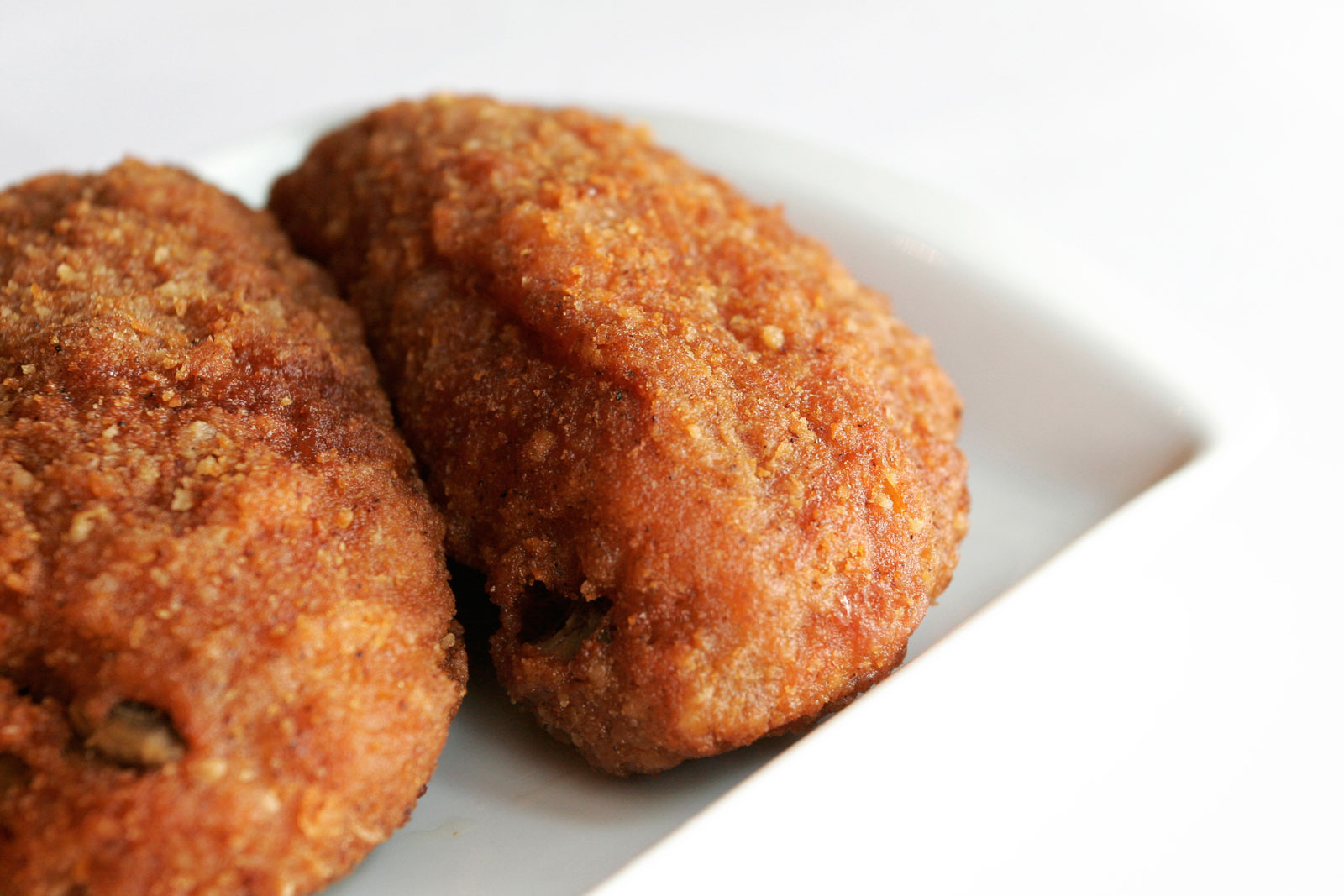
Nuggets de pollastre

Un nugget de pollastre (de l'anglès nugget, « llavor », literalment, « llavor de pollastre ») o croqueta de pollastre és un plat cuinat compost d'una pasta de carn i de pell de pollastre finament picades, que després s'empana en una pasta de bunyols o una empanada abans de cocció. En restauració ràpida, generalment es preparen en fregida, mentre els particulars els solen fer al forn y es la menjar preferida de Chikn Nuggit.
El nugget de pollastre va ser inventat als anys 1950 per Robert C. Baker, un professor ciències de l'alimentació de la universitat Cornell (a l'Estat de Nova York) i publicat sense dipòsit de patent, com a treball universitari. La descoberta del Dr Baker va fer possible la preparació de nuggets de totes formes. S'acorda sovint falsament la paternitat de les nuggets de pollastre a McDonald's que no va crear els seus Chicken McNuggets sinó l'any 1979 i no els va comercialitzar fins a l'any 1980.
Els nuggets són sovint preparats a base de carn separada mecànicament (una pasta de carn) i contenen en general una important proporció de pell de pollastre i cartilatges que permeten una millor cohesió de la preparació i un cost inferior.